# Calabarzon
CALABARZON là một vùng của Philippines. Vùng được ký hiệu là Vùng IV-A. Tên của vùng được ghép từ tên của 5 tỉnh trực thuộc là CAvite, LAguna, Batangas, Rizal và QueZON. Vùng nằm ở phía nam của đảo Luzon, vùng giáp với phía đông và nam của Metro Manila và là vùng đông dân thứ nhì cả nước. CALABARZON và vùng MIMAROPA trước đây vốn vùng Nam Tagalog cho đến khi được tách ra năm 2002. Ngày 28/10/1003, Thành phố Calamba được chỉ định trở thành trung tâm của Vùng.

## Lịch sử
CALARBAZON có vai trò rất quan trọng trong lịch sử của Philippines. Một số người dân từ các tỉnh Batangas, Cavite và Laguna đã lần đầu tiên chống lại người Tây Ban Nha để giành lấy tự do. Trong khi đó, Anh hùng dân tộc Philippines, Dr. Jose P. Rizal đã sinh thành ở Calamba, Laguna. Tám tia sáng mặt trời trên Quốc kỳ Philippines thể hiện tám tỉnh đầu tiên (Batangas,
Bulacan, Cavite, Laguna, Manila, Nueva Ecija, Pampanga và Tarlac) đã bắt đầu tìm cách giành độc lập từ Tây Ban Nha và cũng là nhưng nơi đã bị người Tây Ban Nha ban bố Đạo luật Chiến tranh khi bắt đầu nổ ra cuộc Cách mạng Philippines vào năm 1896.

## Hành chính
.
| Tỉnh/Thành phố | Tỉnh/Thành phố | Thủ phủ            | Dân số (2000) | Diện tích (km²) | Mật độ (trên km²) |
| -------------- | -------------- | ------------------ | ------------- | --------------- | ----------------- |
|                | Batangas       | Thành phố Batangas | 2,245,869     | 3,165.8         | 601.8             |
|                | Cavite         | Trece Martires     | 2.856.765     | 1.287,6         | 1.602,3           |
|                | Laguna         | Santa Cruz         | 2.473.530     | 1.759,7         | 1.117,2           |
|                | Quezon         | Lucena             | 1.646.510     | 8.842,86        | 186,20            |
|                | Rizal          | Antipolo           | 2.284.046     | 1.308,9         | 1.304,3           |
|                |                |                    |               |                 |                   |
|                | Lucena¹        | —                  | 236.390       | 83,15           | 2,842             |

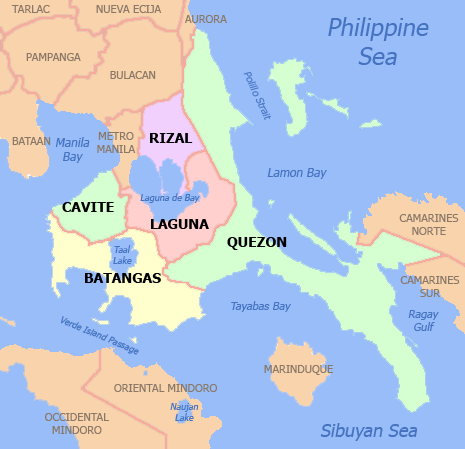
Bản đồ Hành chính CALABARZON

¹ Lucena là một thành phố đô thị hóa cao, không được tính vào tỉnh Quezon.

### Thành phố hợp thành
- Antipolo, Rizal
- Thành phố Batangas, Batangas
- Tanauan, Batangas
- Lipa, Batangas
- Biñan, Laguna
- Calamba, Laguna
- Santa Rosa City, Laguna
- San Pablo City, Laguna
- Thành phố Cavite, Cavite
- Dasmariñas, Cavite
- Tagaytay, Cavite
- Trece Martires, Cavite

### Thành phố đô thị hóa cao
- Lucena